# Équipe cycliste Novemail-Histor-Laser Computer
L'équipe cycliste Novemail-Histor-Laser Computer est une équipe cycliste française ayant existé de 1993 à 1994 dirigée par Peter Post, Theo de Rooij et Walter Planckaert.

## Historique

### Création de l'équipe
En cours d'année 1992, l'entreprise Panasonic annonce la fin de son sponsoring avec l'équipe du même nom. Le manager de l'équipe, Peter Post, cherche alors un nouveau sponsor. De son côté, l'équipe RMO est victime de problèmes financiers en raison de la banqueroute de son sponsor. L'entreprise Sigma, filiale de Petrofina, conclut un accord avec Post et fait son retour dans le cyclisme, après la période Histor-Sigma qui a duré de 1989 à 1991. L'équipe, appelée finalement Novemail-Histor, concourt avec ce nom en France et utilise Histor-Sigma dans les autres pays. Composée de coureurs de nationalité française, belge, néerlandaise ou russe, l'équipe a une licence française et a des objectifs qui se situent principalement dans les courses se disputant en France.

### 1993

#### Résumé de la saison
L'équipe commence sa saison avec 16 coureurs dont 4 sont les leaders de l'équipe : Eddy Bouwmans, Viatcheslav Ekimov, Charly Mottet et Wilfried Nelissen. Le début de saison de l'équipe est marqué par la victoire finale sur le Tour méditerranéen obtenue par Charly Mottet. Celui-ci se fracture le fémur au mois de mars sur Paris-Nice. Durant la même période, Wilfried Nelissen remporte coup sur coup le Het Volk et Le Samyn. Sur les courses espagnoles de mars, l'équipe gagne grâce à Ekimov la Clásica de Almería puis une étape du Tour de Murcie. Il est imité sur cette dernière course deux jours plus tard par Jo Planckaert.
L'équipe gagne ensuite plusieurs courses disputées en France. En avril, Marcel Wüst gagne le Grand Prix de Denain puis Dimitri Zhdanov fait de même sur le Tour de Vendée. En mai, Ekimov remporte une étape des Quatre Jours de Dunkerque. Le 22, l'équipe remporte deux victoires grâce à Eddy Bouwmans sur la Classique des Alpes et Jo Planckaert sur le Ronde van Midden-Zeeland, Nelissen étant troisième de cette dernière course. Wüst achève ce mois par un succès lors d'À travers le Morbihan. Juin est marqué par trois victoires obtenues par Bouwmans sur le Critérium du Dauphiné libéré puis Ekimov sur le Tour des Asturies et le Tour de Suisse.
Lors du Tour de France, Wilfried Nelissen, gagne une étape et garde trois jours le maillot jaune,. Pas en lice pour une place au classement général, le premier coureur de l'équipe est Ekimov qui termine 35e à plus d'une heure de Miguel Indurain. Après le Tour, l'équipe obtient de nombreuses victoires en août. Marcel Wüst remporte une étape du Tour de Burgos. Wilfried Nelissen gagne ensuite trois étapes du Tour des Pays-Bas pendant qu'en même temps, Charly Mottet remporte la dernière étape et le classement général du Tour du Limousin. Mottet enchaîne par une deuxième place au Grand Prix de Zurich derrière Maurizio Fondriest. Deux jours plus tard, Thierry Laurent est troisième du Grand Prix de Plouay.
En fin de saison, l'équipe obtient ses dernières victoires grâce à Marcel Wüst sur le Tour de Catalogne ainsi que l'Herald Sun Tour pendant que Bruno Cornillet gagne Paris-Bourges. Charly Mottet est également cinquième du Tour de Lombardie que remporte le Suisse Pascal Richard. Au lendemain du Tour de Lombardie, l'équipe est neuvième du classement UCI par équipes. En individuel le premier coureur de l'équipe est en fin d'année Ekimov qui est 13e devant Nelissen, 22e, et Mottet, 34e.

#### Effectif
| Cycliste           | Date de naissance | Nationalité | Équipe 1992           |
| ------------------ | ----------------- | ----------- | --------------------- |
| Eddy Bouwmans      | 30.01.1968        | Pays-Bas    | Panasonic             |
| Bruno Cornillet    | 08.02.1963        | France      | Z                     |
| Viatcheslav Ekimov | 04.02.1966        | Russie      | Panasonic             |
| Thierry Laurent    | 13.09.1966        | France      | RMO                   |
| Roland Le Clerc    | 30.05.1963        | France      | Bananas Australia     |
| Charly Mottet      | 16.12.1962        | France      | RMO                   |
| Wilfried Nelissen  | 05.05.1970        | Belgique    | Panasonic             |
| Dmitri Nelyubin    | 08.02.1971        | Russie      | amateur               |
| Guy Nulens         | 27.10.1957        | Belgique    | Panasonic             |
| Ronan Pensec       | 10.07.1963        | France      | RMO                   |
| Jo Planckaert      | 16.12.1970        | Belgique    | Panasonic             |
| Marc Sergeant      | 16.08.1959        | Belgique    | Panasonic             |
| Gilles Talmant     | 27.04.1970        | France      | Castorama (stagiaire) |
| Nico Verhoeven     | 02.10.1961        | Pays-Bas    | PDM                   |
| Marcel Wüst        | 06.08.1967        | Allemagne   | RMO                   |
| Dimitri Zhdanov    | 20.10.1969        | Russie      | Panasonic             |
| Stagiaire          | Date de naissance | Nationalité | Équipe 1992           |
| Patrick Jonker     | Patrick Jonker    | Pays-Bas    | amateur               |
| Cédric Vasseur     | Cédric Vasseur    | France      | amateur               |

#### Victoires
| Date       | Course                                   | Pays      | Classe             | Vainqueur |
| ---------- | ---------------------------------------- | --------- | ------------------ | --------- |
| 03/02/1993 | 2e étape du Tour d'Andalousie            | Espagne   | Wilfried Nelissen  |           |
| 04/02/1993 | 3e étape du Tour d'Andalousie            | Espagne   | Jo Planckaert      |           |
| 10/02/1993 | 2e étape du Tour méditerranéen           | France    | Charly Mottet      |           |
| 14/02/1993 | Classement général du Tour méditerranéen | France    | Charly Mottet      |           |
| 27/02/1993 | Het Volk                                 | Belgique  | Wilfried Nelissen  |           |
| 02/03/1993 | Le Samyn                                 | Belgique  | Wilfried Nelissen  |           |
| 07/03/1993 | Clásica de Almería                       | Espagne   | Viatcheslav Ekimov |           |
| 10/03/1993 | 2e étape du Tour de Murcie               | Espagne   | Viatcheslav Ekimov |           |
| 12/03/1993 | 4e étape du Tour de Murcie               | Espagne   | Jo Planckaert      |           |
| 08/04/1993 | Grand Prix de Denain                     | France    | Marcel Wüst        |           |
| 25/04/1993 | Tour de Vendée                           | France    | Dimitri Zhdanov    |           |
| 05/05/1993 | 2ea étape des Quatre Jours de Dunkerque  | France    | Viatcheslav Ekimov |           |
| 22/05/1993 | Classique des Alpes                      | France    | Eddy Bouwmans      |           |
| 22/05/1993 | Ronde van Midden-Zeeland                 | Pays-Bas  | Jo Planckaert      |           |
| 29/05/1993 | À travers le Morbihan                    | France    | Marcel Wüst        |           |
| 04/06/1993 | 4e étape du Critérium du Dauphiné libéré | France    | Eddy Bouwmans      |           |
| 05/06/1993 | 5e étape du Tour des Asturies            | Espagne   | Viatcheslav Ekimov |           |
| 19/06/1993 | 5e étape du Tour de Suisse               | Suisse    | Viatcheslav Ekimov |           |
| 05/07/1993 | 2e étape du Tour de France               | France    | Wilfried Nelissen  |           |
| 02/08/1993 | 2e étape du Tour de Burgos               | Espagne   | Marcel Wüst        |           |
| 16/08/1993 | 1re étape du Tour des Pays-Bas           | Pays-Bas  | Wilfried Nelissen  |           |
| 17/08/1993 | 2e étape du Tour des Pays-Bas            | Pays-Bas  | Wilfried Nelissen  |           |
| 19/08/1993 | 4e étape du Tour des Pays-Bas            | Pays-Bas  | Wilfried Nelissen  |           |
| 20/08/1993 | 4eb étape du Tour du Limousin            | France    | Charly Mottet      |           |
| 20/08/1993 | Classement général du Tour du Limousin   | France    | Charly Mottet      |           |
| 10/09/1993 | 1re étape du Tour de Catalogne           | Espagne   | Marcel Wüst        |           |
| 01/10/1993 | Paris-Bourges                            | France    | Bruno Cornillet    |           |
| 17/10/1993 | 3e étape du Herald Sun Tour              | Australie | Marcel Wüst        |           |
| ??/10/1993 | 10e étape du Herald Sun Tour             | Australie | Marcel Wüst        |           |

### 1994

#### Résumé de la saison
Par rapport à 1993, l'équipe enregistre les départs des Russes Viatcheslav Ekimov, Dmitri Nelyubin et Dimitri Zhdanov et obtient les arrivées des Néerlandais Gerrit de Vries et Eddy Schurer, des Belges Patrick De Wael et Dirk De Wolf ainsi que du Français Philippe Louviot. Les classiques du printemps ainsi que le Tour de France figurent dans les objectifs de l'équipe.
L'équipe française commence sa saison par trois victoires d'étape en février lors de l'Étoile de Bessèges obtenues par Wilfried Nelissen et Nico Verhoeven. Nelissen remporte également au cours du mois une étape du Tour méditerranéen et gagne un deuxième Het Volk consécutif. Cependant, lors de Kuurne-Bruxelles-Kuurne disputé le lendemain du Het Volk, Nelissen chute et se fracture une clavicule, ce qui l'empêche de participer aux classiques d'avril.
En mars, Charly Mottet remporte une étape de Paris-Nice pendant que Ronan Pensec se classe quatrième du classement général de l'épreuve. Marc Sergeant est deuxième d'À travers la Belgique et Eddy Bouwmans gagne une étape du Critérium international. Mottet est deuxième début avril de Paris-Camembert. Sur les classiques de coupe du monde, Marc Sergeant est huitième du Tour des Flandres et Nico Verhoeven dixième de Paris-Roubaix. Dirk De Wolf est ensuite deuxième du Grand Prix de l'Escaut.
Pour son retour à la compétition en mai, Wilfried Nelissen gagne deux étapes des Quatre Jours de Dunkerque puis Binche-Tournai-Binche le 18. Trois jours après cette victoire, Ronan Pensec est troisième de la Classique des Alpes puis troisième d'À travers le Morbihan la semaine suivante. Le coureur français enchaîne par une victoire d'étape et la deuxième place du classement général du Critérium du Dauphiné libéré à 55 secondes du vainqueur, Laurent Dufaux. Nelissen obtient de son côté deux nouvelles victoires en juin : une étape du Tour des Asturies et le championnat de Belgique sur route.
Lors du Tour de France, l'équipe compte avant tout sur Nelissen pour obtenir des victoires d'étape et porter éventuellement le maillot jaune. Le Tour s'achève cependant dès la première étape pour Nelissen. En effet, lors du sprint d'arrivée à Armentières, Nelissen percute un policier qui était en train de prendre une photographie du peloton. Le Belge chute entraînant alors un certain nombre de coureurs. Victime d'un traumatisme crânien, il doit abandonner tout comme Laurent Jalabert, victime lui de multiples fractures à la face,,. Charly Mottet, 26e à Paris est le premier coureur d'une équipe qui est la dernière au classement des gains.
Au mois d'août, malgré l'annonce en début de saison que le parrainage de l'équipe existerait toujours en 1995, le sponsor de l'équipe annonce son retrait. Durant le même mois, Eddy Bouwmans gagne une étape du Tour du Limousin, épreuve dont Bruno Cornillet prend la deuxième place finale. Un mois après la victoire de Bouwmans, Nelissen, de retour, gagne le Grand Prix d'Isbergues. Ronan Pensec obtient en septembre le gain du classement final de la coupe de France au terme de la dernière épreuve de la compétition. Marcel Wüst remporte la dernière victoire de l'équipe lors de l'Herald Sun Tour où il est également troisième du classement général. Le premier coureur de l'équipe au classement UCI de fin d'année est Nelissen, 22e. Devant l'impossibilité pour les dirigeants de retrouver un sponsor, les coureurs sont libérés. L'équipe disparaît le 31 décembre 1994.

#### Effectif
| Cycliste            | Date de naissance   | Nationalité | Équipe 1993                 |
| ------------------- | ------------------- | ----------- | --------------------------- |
| Eddy Bouwmans       | 30.01.1968          | Pays-Bas    | Novemail-Histor             |
| Bruno Cornillet     | 08.02.1963          | France      | Novemail-Histor             |
| Gerrit de Vries     | 13.05.1967          | Pays-Bas    | TVM-Bison Kit               |
| Patrick De Wael     | 11.04.1966          | Belgique    | La William - Duvel          |
| Dirk De Wolf        | 16.01.1961          | Belgique    | Gatorade                    |
| Patrick Jonker      | 25.05.1969          | Pays-Bas    | Novemail-Histor (stagiaire) |
| Thierry Laurent     | 13.09.1966          | France      | Novemail-Histor             |
| Philippe Louviot    | 14.03.1964          | France      | ONCE                        |
| Charly Mottet       | 16.12.1962          | France      | Novemail-Histor             |
| Wilfried Nelissen   | 05.05.1970          | Belgique    | Novemail-Histor             |
| Guy Nulens          | 27.10.1957          | Belgique    | Novemail-Histor             |
| Ronan Pensec        | 10.07.1963          | France      | Novemail-Histor             |
| Jo Planckaert       | 16.12.1970          | Belgique    | Novemail-Histor             |
| Eddy Schurer        | 12.09.1964          | Pays-Bas    | TVM-Bison Kit               |
| Marc Sergeant       | 16.08.1959          | Belgique    | Novemail-Histor             |
| Gilles Talmant      | 27.04.1970          | France      | Novemail-Histor             |
| Cédric Vasseur      | 18.08.1970          | France      | Novemail-Histor (stagiaire) |
| Nico Verhoeven      | 02.10.1961          | Pays-Bas    | Novemail-Histor             |
| Marcel Wüst         | 06.08.1967          | Allemagne   | Novemail-Histor             |
| Stagiaire           | Date de naissance   | Nationalité | Équipe 1993                 |
| Raymond Thebes      | Raymond Thebes      | Pays-Bas    | amateur                     |
| Niels van der Steen | Niels van der Steen | Pays-Bas    | amateur                     |

#### Victoires
| Date       | Course                                    | Pays      | Classe            | Vainqueur |
| ---------- | ----------------------------------------- | --------- | ----------------- | --------- |
| 02/02/1994 | 1re étape de l'Étoile de Bessèges         | France    | Wilfried Nelissen |           |
| 04/02/1994 | 3e étape de l'Étoile de Bessèges          | France    | Wilfried Nelissen |           |
| 05/02/1994 | 4e étape de l'Étoile de Bessèges          | France    | Nico Verhoeven    |           |
| 09/02/1994 | 2e étape du Tour méditerranéen            | France    | Wilfried Nelissen |           |
| 26/02/1994 | Het Volk                                  | Belgique  | Wilfried Nelissen |           |
| 12/03/1994 | 7e étape de Paris-Nice                    | France    | Charly Mottet     |           |
| 26/03/1994 | 1re étape du Critérium international      | France    | Eddy Bouwmans     |           |
| 03/05/1994 | 1re étape des Quatre Jours de Dunkerque   | France    | Wilfried Nelissen |           |
| 04/05/1994 | 2e étape des Quatre jours de Dunkerque    | France    | Wilfried Nelissen |           |
| 18/05/1994 | Binche-Tournai-Binche                     | Belgique  | Wilfried Nelissen |           |
| 31/05/1994 | 1re étape du Critérium du Dauphiné libéré | France    | Marcel Wüst       |           |
| 03/06/1994 | 4e étape du Tour des Asturies             | Espagne   | Wilfried Nelissen |           |
| 05/06/1994 | 6e étape du Critérium du Dauphiné libéré  | France    | Ronan Pensec      |           |
| 26/06/1994 | championnat de Belgique sur route         | Belgique  | Wilfried Nelissen |           |
| 18/08/1994 | 3e étape du Tour du Limousin              | France    | Eddy Bouwmans     |           |
| 18/09/1994 | Grand Prix d'Isbergues                    | France    | Wilfried Nelissen |           |
| 30/09/1994 | Classement final de la Coupe de France    | France    | Ronan Pensec      |           |
| 14/10/1994 | 1re étape du Herald Sun Tour              | Australie | Marcel Wüst       |           |